# 27 utraconych pocałunków
27 utraconych pocałunków (gruz. 27 დაკარგული კოცნა, ang. 27 Missing Kisses) – gruziński komediodramat z 2000 roku w reżyserii Nany Dżordżadze, zrealizowany w koprodukcji z Niemcami, Francją i Wielką Brytanią. Film był oficjalnym kandydatem Gruzji do Oscara dla najlepszego filmu obcojęzycznego, ale nie przeszedł pierwszego etapu selekcji i nie otrzymał nominacji.

## Opis fabuły
Akcja rozgrywa się na gruzińskiej prowincji, w czasach, gdy kraj ten był częścią Związku Radzieckiego. Głównymi bohaterami są nastoletni chłopak, jego ojciec oraz piękna dziewczyna w jego wieku. Chłopak zakochał się w niej, lecz ona woli jego ojca.

## Obsada
- Nuca Kukianidze jako Sibylla
- Jewgienij Sidichin jako Aleksander
- Szałwa Jaszwili jako Mickey
- Pierre Richard jako kapitan
- Levani jako Pjotr
- Amaliya Mordvinova jako Veronica

i inni

## Wyróżnienia
Film znalazł się w selekcji oficjalnej festiwalu Camerimage. Został również nominowany do Europejskiej Nagrody Filmowej za najlepszy scenariusz.